# Mokroluški potok
Le Mokroluški potok (en serbe cyrillique : Мокролушки поток) est une rivière du centre-nord de la Serbie. Sa longueur est de 15 km et elle constitue un affluent droit de la Save. Elle accomplit la totalité de son parcours dans la zone urbaine de Belgrade et fait partie des 40 rivières ou ruisseaux qui traversent la capitale serbe. Comme la majorité de ces cours d'eau, le Mokroluški potok coule de manière souterraine dans le système des eaux usées de la ville.

## Parcours
Le Mokroluški potok prend sa source à l'est de Belgrade, dans la municipalité de Zvezdara et dans le quartier de Veliki Mokri Lug qui lui donne son nom : le Mokroluški potok est ainsi « la rivière de Mokri Lug ». Le ruisseau coule généralement en direction du nord-ouest et sa vallée est empruntée par l'autoroute Belgrade-Niš (route européenne E75), construite entre 1967 et 1974. Après le cimetière de Mali Mokri Lug, il atteint le quartier de Medaković III, où, pour la première fois, son cours devient souterrain.
Au bout d'un kilomètre, la rivière ressurgit dans le quartier de Medaković II puis, un kilomètre plus loin, à la hauteur du quartier de Marinkova bara, il redevient souterrain. Autrefois, il traversait les quartiers de Dušanovac, Autokomanda et Jatagan Mala ; la basse vallée du Mokroluški potok aujourd'hui souterrain a été utilisée pour fournir de la terre et du gravier qui ont recouvert et asséché les marécages de la rive droite de la Save, permettant ainsi la construction des quartiers de Savamala et Bara Venecija, ainsi que la construction de la gare centrale de Belgrade.